# 约书亚记第10章
约书亚记第10章是圣经旧约中约书亚记的第十章。本章最初用希伯来语写成。现代学者认为它是申命记历史的一部分，涵盖申命记到列王记下。全文分为43节，重点是以色列人在约书亚的领导下征服迦南南部。

## 分析
第 10 章和第 11 章彼此紧密平行，结构相似： 
| 约书亚记 10                   | 约书亚记 11                   |
| ----------------------------- | ----------------------------- |
| 南方联盟（10:1-5）            | 北方联盟（11:1-5）            |
| 神圣的保证（10:8）            | 神圣的保证（11:6）            |
| 出奇制胜（10:9-11）           | 出奇制胜（11:7-9）            |
| 处决国王/摧毁城市（10:16-39） | 处决国王/摧毁城市（11:10-15） |
| 征服的总结（10:40-43）        | 征服的总结（11:16-23）        |

## 相关圣经部分
- 申命记第1章
- 约书亚记第6章
- 约书亚记第8章
- 约书亚记第11章